# Peter Williamson
Peter Williamson (ur. 26 sierpnia 1948 w Broadgreen, hr. Liverpool) – angielski sędzia snookerowy.

## Kariera
Peter Williamson zajął się sędziowaniem w późnych latach siedemdziesiątych. Jako profesjonalny sędzia snookerowy zadebiutował w 1991 roku.
Williamson sędziował 7 meczów, w których padły maksymalne breaki: dwa Johna Higginsa i po jednym Jasona Prince'a, Barry'ego Pinchesa, Nicka Dysona, Stuarta Binghama oraz Stephena Hendrego. 
Pełnił rolę arbitra w półfinałach takich turniejów jak British Open i Welsh Open.

## Życie prywatne
Do jego ulubionych zajęć pozasnookerowych należą: kibicowanie piłkarskiej drużynie Liverpoolu, fotografowanie, oglądanie sztuk teatralnych, a także udział w koncertach muzycznych takich wykonawców jak U2, Bon Jovi czy Jules Holland.